# Pseudorhaphitoma thielei
Pseudorhaphitoma thielei é uma espécie de gastrópode do gênero Pseudorhaphitoma, pertencente a família Mangeliidae.